# 260-ті до н. е.

## Події
- правління в еллістичному Єгипті Птолемея II Філадельфа;

### Наука
- 265 до н. е. - Грецький математик Архімед, що навчався в той час у Олександрії, винайшов Архімедів гвинт для підіймання води.